# Капа (Калтанисета)
Капа (итал. Cappa) је насеље у Италији у округу Калтанисета, региону Сицилија.
Према процени из 2011. у насељу је живело 42 становника. Насеље се налази на надморској висини од 413 м.